# Торговля людьми во Флориде
Торговля людьми во Флориде — незаконная торговля людьми для сексуальной эксплуатации или принудительного труда, как это происходит в штате Флорида. После Калифорнии и Нью-Йорка во Флориде зарегистрировано больше всего случаев торговли людьми в США. Во Флориде были зафиксированы случаи секс-торговли, домашнего рабства и принудительного труда.
Флорида имеет крупную сельскохозяйственную экономику и многочисленное иммигрантское население, что сделало её отличной средой для принудительного труда, особенно в томатной промышленности. Кроме того, индустрия туризма Флориды также помогла превратить штат в главную мишень для торговцев людьми. Согласованные усилия привели к освобождению тысяч рабов за последние годы. Национальный ресурсный центр по борьбе с торговлей людьми сообщил, что в 2015 году получил 1518 звонков и электронных писем о торговле людьми во Флориде.

## Законы и политика по борьбе с торговлей людьми
В 2000 году Конгресс США принял Закон о защите жертв торговли людьми и насилия, который не только криминализирует торговлю людьми, но и направлен на поддержку её жертв. В 2002 году Управление по расселению беженцев Департамента по делам детей и семей Флориды начало проект по изучению того, как Флорида могла бы реализовать этот новый закон.

### Совет штата по борьбе с торговлей людьми
В 2014 году был учреждён «Общегосударственный совет по борьбе с торговлей людьми». В состав Совета вошли пятнадцать членов, в том числе прокуроры, законодатели, эксперты в области здравоохранения, эксперты социальных служб и бывшая генеральный прокурор Пэм Бонди в качестве председателя.
В задачи Совета вошли разработки:
- политических рекомендаций по пресечению торговли людьми путём судебного преследования правонарушителей и предоставления услуг жертвам[6]
- рекомендаций по сертификации безопасных домов для жертв торговли людьми и по судебному преследованию торговцев людьми, которые участвуют в вербовке, перевозке, передаче, укрывательстве или получении людей путём принуждения[7].

## Работники фермы Флориды
Федеральные органы по защите гражданских прав с 1997 года возбудили уголовное дело по пяти операциям с рабством, в которых участвовало более 1000 работников на полях Флориды. В ноябре 2002 года Рамиро Рамосу, его брату Хуану и их двоюродному брату Хосе Луису, субподрядчикам фермы в Иммокали, штат Флорида, были предъявлены обвинения на срок от десяти до двенадцати лет каждому за содержание рабочих-мигрантов в принудительном рабстве. Сеть торговцев людьми была раскрыта Коалицией работников Immokalee, местной организацией, которая занимается правами человека иммигрантов из Мексики и Центральной Америки в регионе, которых эксплуатируют за дешевую или неоплачиваемую рабочую силу.